# Кандозький сільський округ
Кандо́зький сільський округ (каз. Қандөз ауылдық округі, рос. Кандозский сельский округ) — адміністративна одиниця у складі Жанакорганського району Кизилординської області Казахстану. Адміністративний центр — село Кандоз.
Населення — 1308 осіб (2021; 1334 у 2009, 1685 у 1999, 2366 у 1989).
Станом на 1989 рік існувала Кандозька сільська рада (село Туркестан).

## Склад
До складу округу входять такі населені пункти:
| Населений пункт  | Колишні назви | Населення, осіб (1989) | Населення, осіб (1999) | Населення, осіб (2009) | Населення, осіб (2021) |
| ---------------- | ------------- | ---------------------- | ---------------------- | ---------------------- | ---------------------- |
| Калгансир, село  | -             | -                      | 159                    | 0                      | 61                     |
| Кандоз, село     | Туркестан     | 2366                   | 1331                   | 1149                   | 1160                   |
| Кашканколь, село | -             | -                      | 195                    | 185                    | 87                     |